# Gulag Orkestar
Gulag Orkestar – pierwszy album zespołu Beirut. Został nagrany w 2005 roku w Albuquerque, w Nowym Meksyku.
Z informacji zawartych we wkładce do płyty wynika, że zdjęcia na przedniej i tylnej okładce zostały znalezione w bibliotece w Lipsku (Niemcy), na kartce wyrwanej z książki. Autor tych zdjęć nie był znany w czasie nagrywania płyty. Później okazało się, że jest nim Siergiej Czilikow. 
Album został bardzo dobrze przyjęty i ogłoszony najlepszym albumem 2006 roku przez Rough Trade.
Płyta została wznowiona - drugie wydanie zawiera również EP Lon Gisland.

## Lista utworów
1. The Gulag Orkestar – 4:38
2. Prenzlauerberg – 3:46
3. Brandenburg – 3:38
4. Postcards from [Italy] – 4:17
5. Mount Wroclai (Idle Days) – 3:15
6. Rhineland (Heartland) – 3:58
7. Scenic World – 2:08
8. Bratislava – 3:17
9. The Bunker – 3:13
10. The Canals of Our City – 2:21
11. After the Curtain – 2:54